# Cheval aux Philippines
Le cheval aux Philippines (tagalog : kabayo) est surtout élevé pour le sport hippique et le tourisme. Une dizaine de races de chevaux sont présentes sur ces îles. 

## Histoire
L'histoire du cheval aux Philippines est longtemps restée méconnue, malgré son rôle important notamment en termes d'effet sur son environnement.
Le cheval domestique n'est pas natif des Philippines. Son introduction s'effectue avec la conquête espagnole de ces îles, à partir de 1565. Elle s'étend aux XVe et XVIe siècles. L'origine des premiers chevaux importés est vraisemblablement sud-américaine, les premières importations étant débarquées sur les îles Sulu.
Une épizootie inconnue frappe ensuite les chevaux dans les basses terres adjacentes au fleuve Pasig à Manille et au Rio Grande à La Pampangue. Cette épizootie est particulièrement féroce pendant la saison des pluies de 1887.
La première épizootie de surra documentée date de 1901, et se répand dans tout l'archipel en 1903. Plus de 80 % des troupeaux de La Pampangue et de la région nord de Tagalog ont péri, tandis que ceux du nord-est, du sud de Luçon et de Mindoro ont perdu plus de 60 % de leurs effectifs. Il faut attendre 1918 pour que les populations équines retrouvent leurs effectifs pré-épidémiques.

## Pratiques et usages

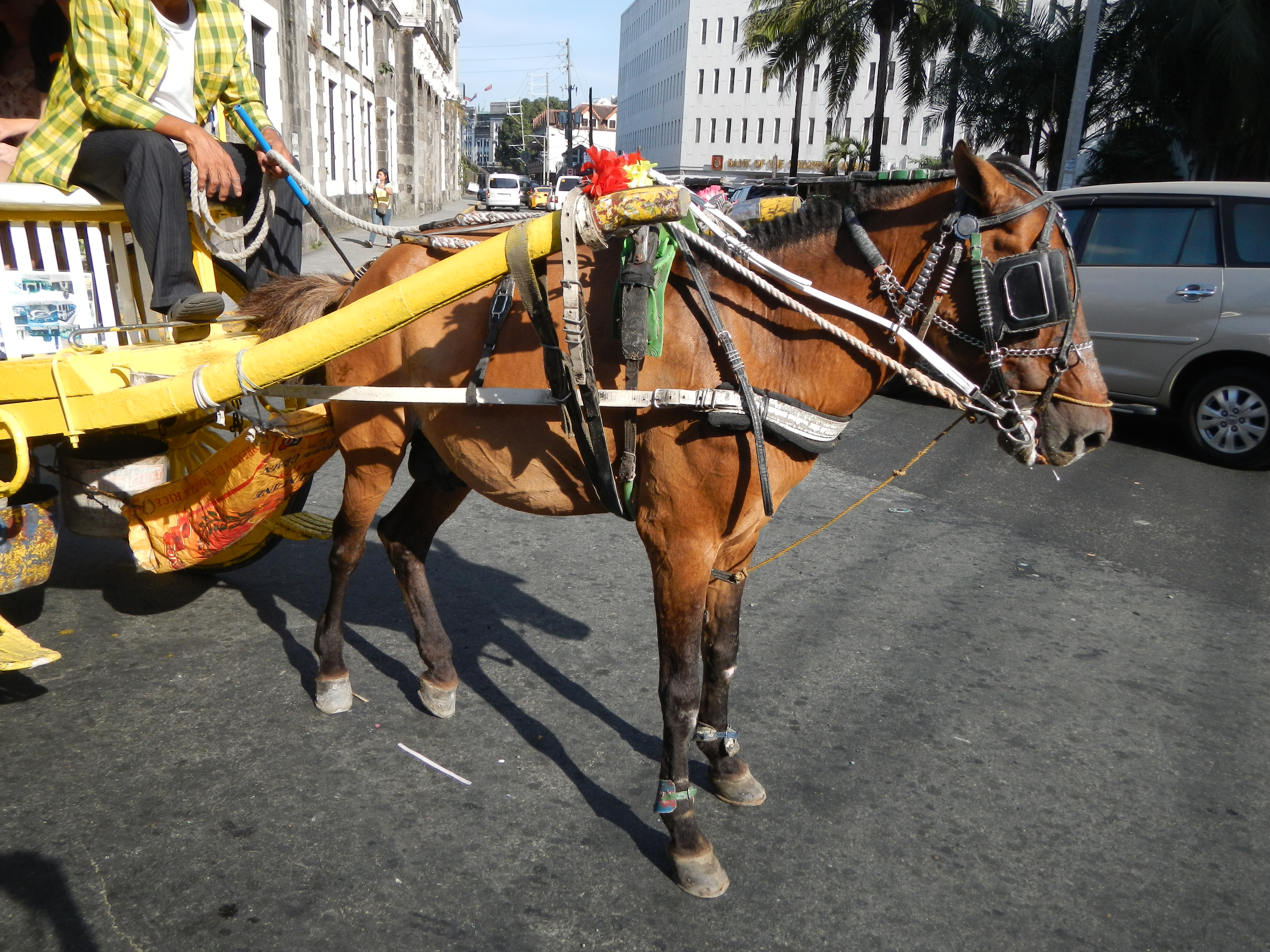
Attelage à Intramuros.

## Élevage
En 2017, la population chevaline des Philippines est estimée à 232 333 têtes, ce qui représente 0,39 % de la population chevaline mondiale.
La base de données DAD-IS identifie dix races de chevaux élevées actuellement ou par le passé sur le territoire des Philippines : l'Arabe, le Baguio léger, le Baguio poney, le cheval miniature, le cheval de course local, le poney des Philippines, le Quarter Horse, le Tagaytay léger, le Tagaytay poney, et le Pur-sang.
Le poney des Philippines est un petit animal descendant d'ancêtres indonésiens. Il est considéré comme une race unique, quelle que soit l'île sur laquelle il est élevé. Le Baguio a reçu des influences chinoises, brésiliennes et sud-américaines.

### Maladies et parasitisme
Les chevaux des Philippines sont touchés par la surra, une maladie véhiculée par Tabani striati. Cette maladie infectieuse est transmise aux chevaux par Trypanosoma evansi, via un tabanidé qui pique les chevaux.